# Sworn Enemy
Sworn Enemy – amerykańska grupa muzyczna wykonująca hardcore punk (w początkowym okresie działalności) oraz crossover thrash/metalcore (w późniejszym czasie), powstała w 1995 w Nowym Jorku.
Zespół początkowo znany był pod nazwą Downfall, później jako Mindset. Trzy ostatnie albumy studyjne zespołu wyprodukował Tim Lambesis (wokalista As I Lay Dying). Wystąpił on również gościnnie w utworze "After The Fall" na płycie The Beginning Of The End.

## Muzycy
Obecny skład zespołu
- Salvatore "Sal" Michael LoCoco - śpiew (od 1997)
- Daniel E Lamagna - perkusja (od 2010)
- Jeffrey Cummings - gitara (od 2010)
- Matthew Garzilli - gitara (od 2011)
- Michael Anthony Pucciarelli - gitara basowa (od 2012)

Byli członkowie zespołu
- Jimmy Sagos - gitara basowa
- Edward Kilpatrick - gitara basowa
- Sid - gitara basowa
- Paul Wallmaker - perkusja
- Timmy Mycek - perkusja
- Shawn Cox -gitara basowa
- Paul Antignai - perkusja (1997-2007)
- Lorenzo Antonucci - gitara (1997-2010)
- Mike Raffinello - gitara (1997-2003)
- Mike Couls - gitara basowa (2000-2003)
- Jerad Buckwalter - perkujsa (2005-2010)
- Jamin Hunt - gitara, gitara basowa (2005-2010)
- Jordan Mancino - perkusja (2008)
- Anthony Paganini - gitara basowa (2011-2012)

## Dyskografia
Albumy studyjne
- As Real As It Gets (2003)
- The Beginning Of The End (2006)
- Maniacal (2008)
- Total World Domination (2009)
- Living On Borrowed Time (2014)[2]
- Gamechanger (2019)[3]

Minialbumy
- Negative Outlook (2000)
- Integrity Defines Strength (2002)

Inne
- Demo (1998, jako Mindset)
- State of Mind (1998, jako Mindset)

## Teledyski
- "Sworn Enemy" (2003)[4]
- "As Real As It Gets" (2004)[5]
- "Scared Of The Unknown" (2006)[6]
- "All I Have" (2006)[7]
- "A Place Of Solace" (2008)[8]
- "No Mercy" (2015)[9]
- "Coming Undone" (2019)[10]
- "Seeds of Hate" (2019)[11]